# Supreme (vaření)

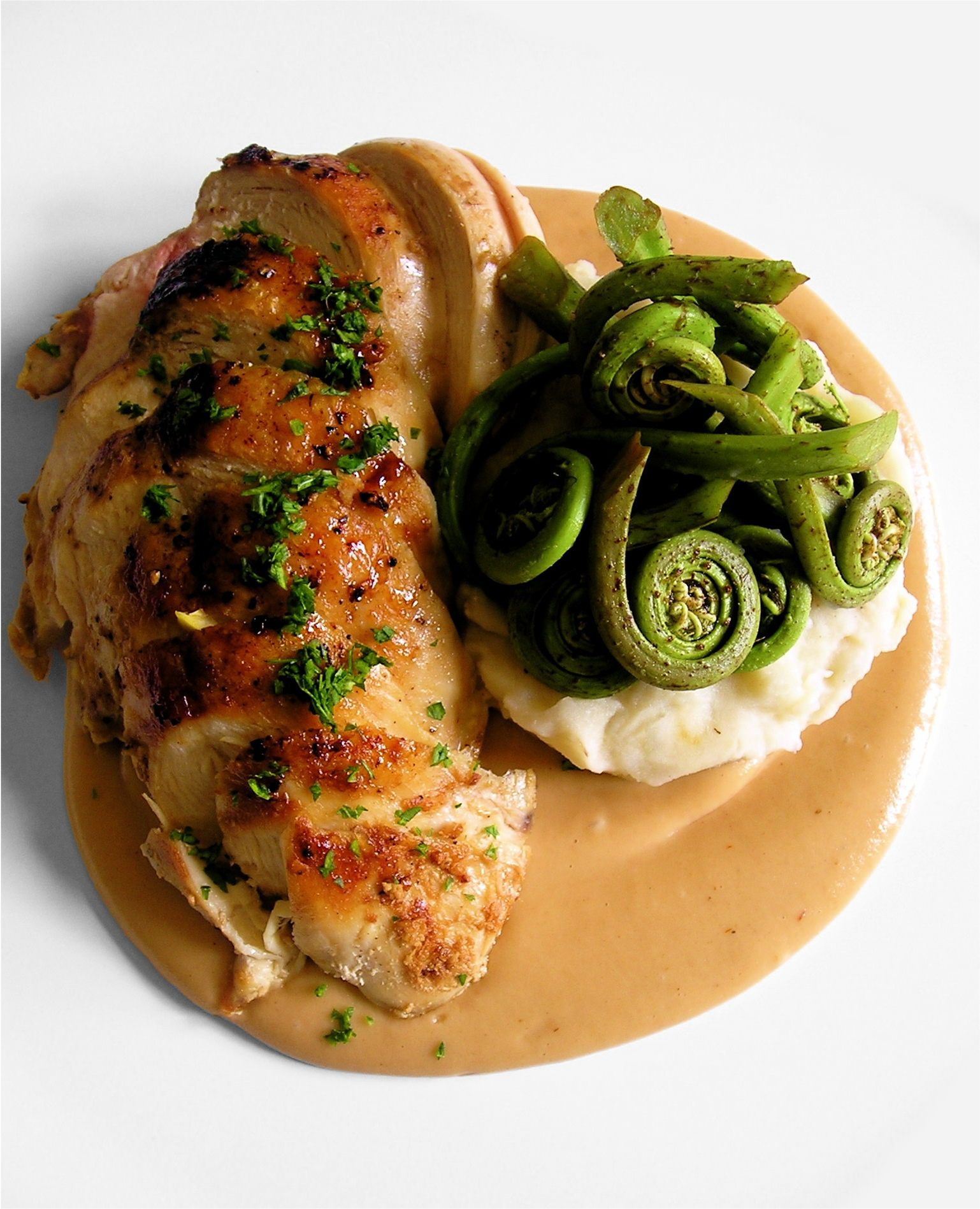
Kuřecí supreme s omáčkou suprême, spolu s přílohou

Výraz supreme při vaření a v kulinářském umění označuje tu nejlepší část pokrmu. 

## Kuře
V profesionálním vaření termín „kuře supreme“ představuje kuřecí prsa bez kosti a kůže.

## Ovoce

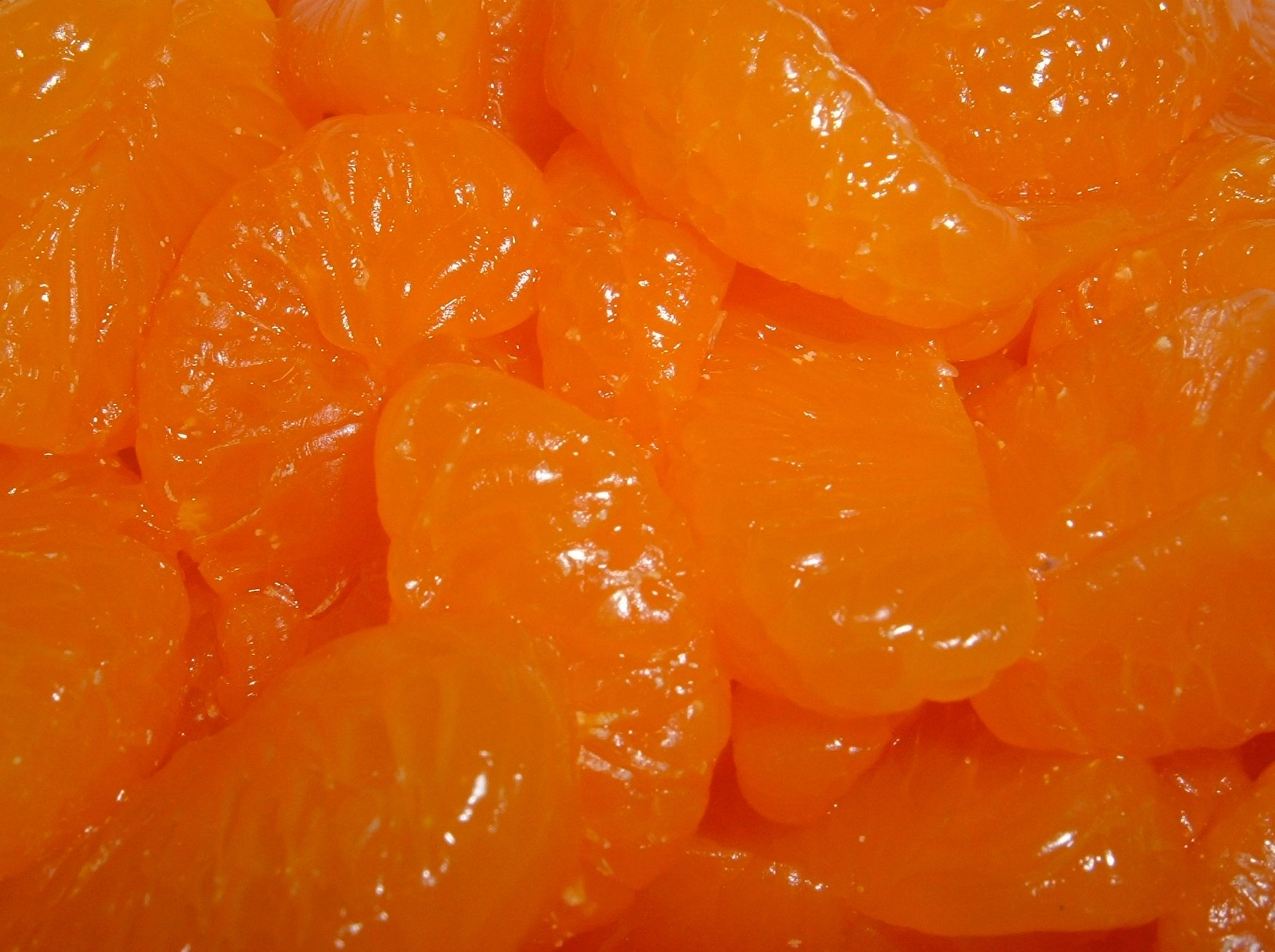
Konzervované mandarinky, které byly zpracovány jako supreme

Ovoce je zbaveno slupek, dřeně, jsou odstraněny tuhé části a semena.